# Антонов, Павел Николаевич
Па́вел Никола́евич Анто́нов (1923, Московская губерния — 1985, Калининград, Московская область) — советский военный лётчик-ас, полковник.

## Биография
Родился 15 января 1923 года в деревне Никифорово Московского уезда Московской губернии (ныне — Щёлковского района Московской области).
В 1938 году окончил 7 классов средней школы в деревне Соколово Щёлковского района Московской области. Работал токарем по металлу на заводе №8 в городе Калининград (ныне – Королёв) Московской области. Одновременно учился в местном аэроклубе.
25 апреля 1941 года был призван в Красную Армию и направлен в Качинскую военную авиационную школу пилотов, которую окончил летом 1942 года в звании сержанта.
21 июля 1942 года направлен в 14-й запасной истребительный авиационный полк и после двухмесячного обучения полётам на новых типах самолётов в ноябре 1942 года направлен в 9-й гвардейский истребительный авиационный полк.
В апреле 1943 года получил звание младшего лейтенанта. В августе 1943 года убыл на фронт. Участник Великой Отечественной войны. Воевал старшим лётчиком в 9-м гвардейском истребительном авиационном полку 6-й гвардейской истребительной авиационной дивизии и 304-й истребительной авиационной дивизии 2-го Украинского фронта, а с 27 октября 1944 года — в 211-м гвардейском истребительном авиационном полку 23-й гвардейской истребительной авиационной дивизии 1-го Украинского фронта. Летал на самолётах «Харрикейн» и «Аэрокобра», поставленных в СССР по ленд-лизу. 28 октября 1943 года был легко ранен. В 1944 году вступил в ВКП(б)/КПСС.
В 1944—1945 годах — командир звена, а затем командир эскадрильи 211-го гвардейского истребительного авиационного полка 23-й гвардейской истребительной авиационной дивизии 1-го Украинского фронта, гвардии старший лейтенант. Всего за годы Великой Отечественной войны выполнил 152 боевых вылета, провёл 17 воздушных боёв, в которых сбил лично 8 самолётов противника. Награждён 2 орденами Красного Знамени, орденами Александра Невского и Отечественной войны 1-й степени.
После окончания Великой Отечественной войны служил командиром эскадрильи 211-го гвардейского истребительного авиационного полка 23-й гвардейской истребительной авиационной дивизии 3-1 воздушной армии в составе Центральной группы войск в Австрии. С 14 июля 1947 года по декабрь 1949 года — заместитель командира эскадрильи, а с декабря 1949 года — командир 3-й эскадрильи 18-го гвардейского истребительного авиационного полка 303-й истребительной авиационной дивизии ПВО Московского района ПВО, гвардии капитан. 
В марте 1951 года убыл в составе полка в правительственную командировку в Китайскую Народную Республику (КНР). Принимал участие в боевых действиях в Корейской Народно-Демократическую Республике (КНДР) с мая по декабрь 1951 года. В небе Кореи выполнил более 100 боевых вылетов и сбил 7 самолётов США. Награждён орденами Красной Звезды и Ленина. Вернулся в Советский Союз в звании гвардии майора.
Таким образом, за годы участия в Великой Отечественной войны и в Корейской войне в общей сложности лично сбил 15 самолётов противника.
С июля 1952 по октябрь 1954 года — заместитель командира и лётчик-инспектор 23-го истребительного авиационного полка ПВО Московского района ПВО. С октября 1954 по май 1960 года — командир 304-го истребительного авиационного полка ПВО Московского округа ПВО в городе Вязьма Смоленской области. За полёты в сложных метеоусловиях в 1955 году был награждён третьим орденом Красной Звезды, а в 1957 году за освоение новой техники — третьим орденом Красного Знамени. С 17 января по 1 сентября 1959 года обучался на курсах усовершенствования командного состава. Командовал полком до его расформирования 30 мая 1960 года.
С июля 1961 года полковник П. Н. Антонов — в запасе.
Жил в городе Калининград (ныне — Королёв) Московской области. Умер в декабре 1985 года.

## Семья
- сын — Антонов, Игорь Павлович (род. 15.11.1946), генерал-майор, начальник штаба — первый заместитель командующего (начальника) Зенитными ракетными войсками Войск ПВО — Военно-воздушных сил (1996—2001).

## Награды
- орден Ленина (17.12.1951);
- 3 ордена Красного Знамени (20.02.1944[1]; 18.05.1945[2]; 20.04.1957);
- орден Александра Невского (12.05.1945 [3]);
- 2 ордена Отечественной войны 1-й степени (17.07.1944 [4]; 11.03.1985 [5]);
- 3 ордена Красной Звезды (10.10.1951; 22.02.1955; 30.12.1956 — за выслугу лет);
- медали СССР, в том числе «За боевые заслуги» (17.05.1951 — за выслугу лет).